# Abitor Makafui
Abitor Makafui là một nữ mục sư, nhà hoạt động và ca sĩ nhạc phúc âm tiếng Togo khuyết tật. Năm 2009, cô đã được trao giải thưởng "Lãnh đạo phụ nữ" cho công việc của mình trong quỹ Makafui, một tổ chức phi chính phủ từ thiện giúp đỡ trẻ em kém may mắn ở Togo.